# Аккерманський повіт
Аккерманський повіт — адміністративно-територіальна одиниця Бессарабської губернії. Утворений в 1818 році в складі Бессарабської області, а з 1873 року — губернії. Повітове місто — Аккерман.
Повіт знаходився в південно-східній частині губернії; з південного сходу прилягав до Чорного моря. Площа становила 7 032,9 версти² чи 732 547 десятин (8 003 км²).

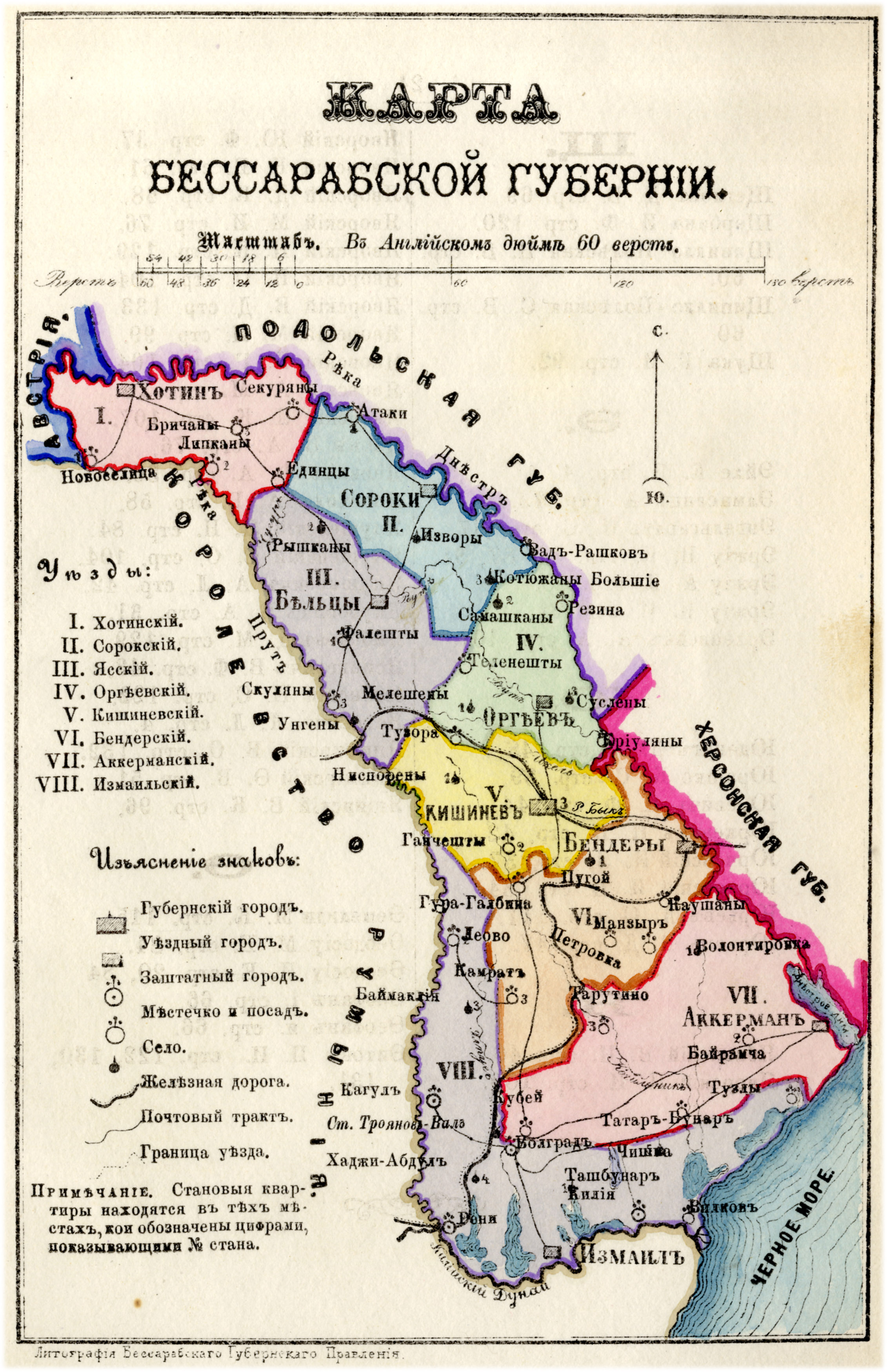
Бессарабська губернія 1883

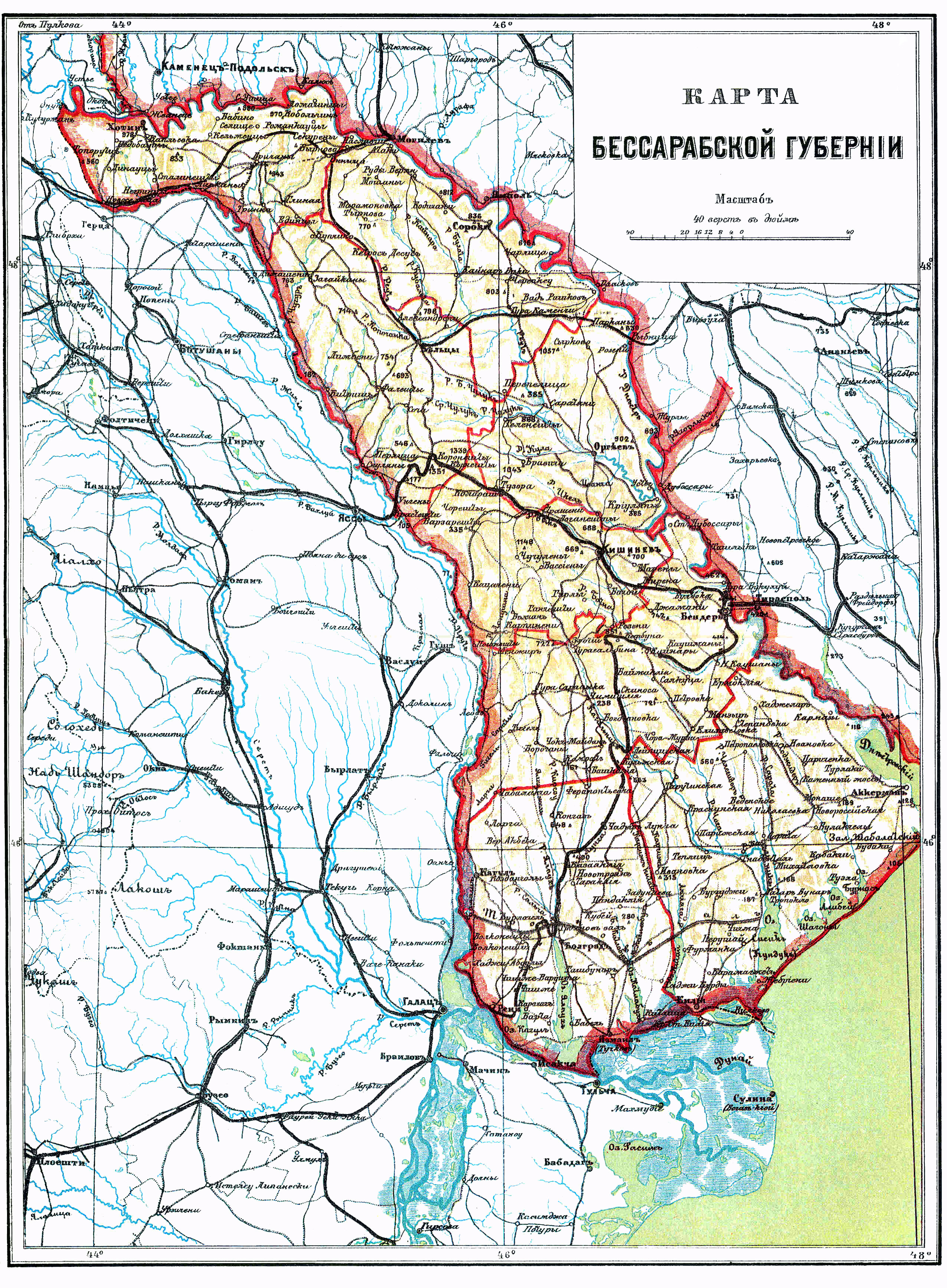
Бессарабська губернія ~1900

 Під час перепису населення Російської імперії 1897 року в повіті проживало 265 247 чоловік. З них 26,29 % були українці, 21,32 % — болгари, 16,38 % — молдовани, 16,36 % — німці, 9,62 % — росіяни, 4,63 % — євреї, 3,91 % — гагаузи, 0,42 % — цигани, 0,25 % — вірмени, 0,11 % — поляки.

## Адміністративний поділ

### 1818
Російська імперія \ Новоросія \ Бессарабська область \ Аккерманський повіт \

### 1828
Російська імперія \ Новоросійська губернія \ Аккерманський повіт \

### 1856
Османська імперія \ Молдовське князівство \

### 1858
Османська імперія \ Об'єднане князівство Волощини і Молдови \

### 1859
Османська імперія \ Князівство Румунія \

### 1873—1918
Російська імперія \ Новоросійська група \ Бессарабська губернія \ Буджак \ Аккерманський повіт
На 1912 рік до складу Аккерманського повіту входило місто Аккерман, 28 волостей і п'ять станів:
1. Місто Аккерман з передмістям Вірменська Магома (Магала[3] (?), Молога (?)), урочищем та посадом Чаїри, посадами Папушой[4] та Турлаки.[5]
2. Акмангитська волость — село Акмангит;
3. Арцизька волость — колонія Старо-Арциз;
4. Волонтеровська волость — село Волонтеровка;
5. Дивізійська волость — село Дивізія;
6. Ейгенгеймська волость — колонія Ейгенгейм;
7. Іванівсько-Руська волость — село Іванівка Руська;
8. Іваново-Болгарська волость — колонія Іваново-Болгарська;
9. Клястицька волость — село Клястиць;
10. Краснянська волость — село Красне;
11. Кубейська волость — село Кубей;
12. Кулевчеська волость — село Кулевча;
13. Кульмська волость — село Кульма;
14. Малоярославецька волость — колонія Малоярославець;
15. Миколаївсько-Новоросійська волость — село Байрамча;
16. Надеждинська волость — колонія Ейгенфельд;
17. Олександрівська волость — село Олександрівка;
18. Паланська волость — село Паланка;
19. Паризька волость — колонія Париж;
20. Плахтеєвська волость — село Плахтеєвка;
21. Постальська волость — село Постол;
22. Саратська волость — село Сарата-Стара;
23. Старокозацька волость — село Старокозацьке;
24. Талмазька волость — село Талмази;
25. Тарутинська волость — село Тарутине;
26. Татарбунарська волость — село Татарбунари;
27. Ташлицька волость — село Ташлик;
28. Теплицька волость — село Теплиць;
29. Шабська волость — колонія Шабо;

- 1 стан — село Волонтеровка;
- 2 стан — містечко Байрамча;
- 3 стан — село Тарутине;
- 4 стан — село Татарбунари;
- 5 стан — село Кубей;

### 1918—1940

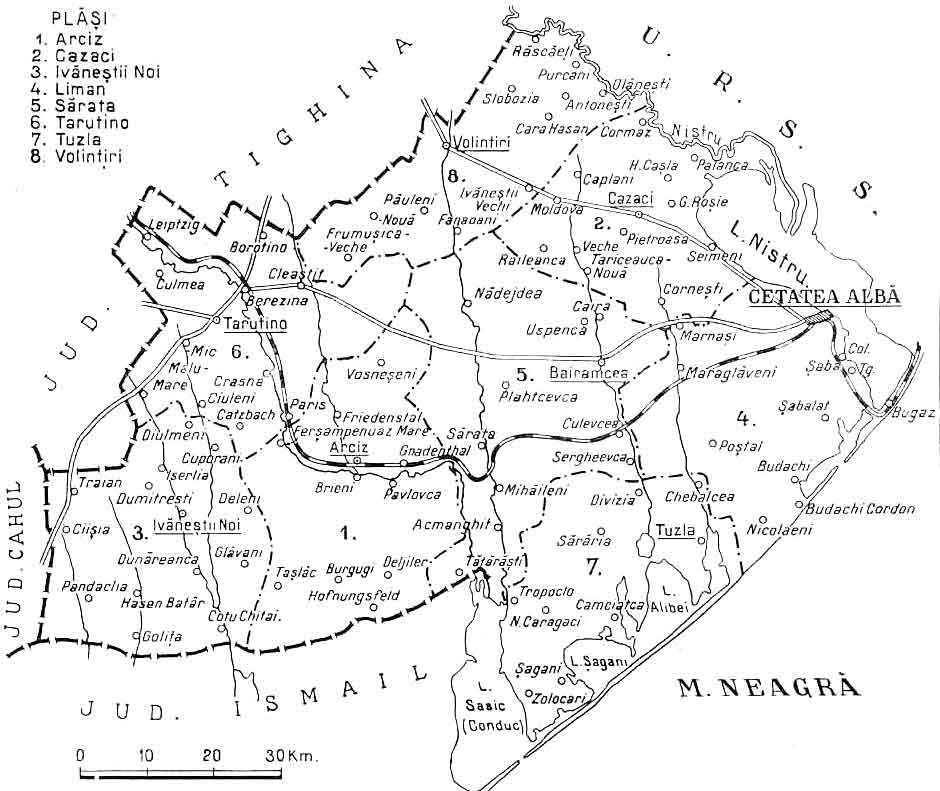
Карта жудця Четатя-Албе в 1938.

Румунське королівство \ Буджак (рум. judetele Bugeacului) \ Аккерманський повіт (рум. Judeţul CETATEA-ALBĂ)
1. Арцизький плас (рум. Plasa Arciz) — сіл 18
2. Старокозацький плас (рум. Plasa Cazaci) — сіл 24
3. Новоіванівський плас (рум. Plasa Ivanestii Noi) — сіл 15
4. Лиманський плас (рум. Plasa Liman) — сіл 41
5. Саратський плас (рум. Plasa Sarata) — сіл 34
6. Тарутинський плас (рум. Plasa Tarutino) — сіл 23
7. Тузлівский плас (рум. Plasa Tuzla) — сіл 34
8. Волонтирівський плас (рум. Plasa Volintiri) — сіл 24

### 1940—1941
СРСР / УРСР / Буджак
Після приєднання до СРСР жудець ліквідований унаслідок утворення Акерманської області, натомість його складові частини — 8 пласів, — продовжили існування і були названі районами. Переважна частина території жудця Четатя-Албе знаходиться у складі південних районів Одещини, а незначна частина належить до районів Республіки Молдова.
- 07.08.1940 — територія у складі Аккерманської області
- 07.12.1940 — територія у складі Ізмаїльської області

### 1941—1944
Румунське королівство \ Губернаторство Бессарабія \ Буджак (рум. judetele Bugeacului) \ Аккерманський повіт (рум. Judeţul Cetatea-Albă)
- З 19.07.1941 до 25.08.1944 територія Ізмаїльської області була захоплена румунськими та німецькими військами. Із серпня 1941 до серпня 1944 офіційно входила до складу Румунії.

### 1944—1954
- територія в складі Ізмаїльської області УРСР

### 1954— теперішній час
- територія в складі Одеської області (більша частина колишнього повіту) та невелика частина — у складі Молдови (Волонтеровська та Талмазька волості у повному складі, Паланська волость — окрім сіл Козацьке, Удобне, Красна Коса), Іванівсько-Руська волость — села Карахосань, Кеплань, Слобозія, Штефанешть, Олександрівська волость — села Копчак та Семенівка).